# Grb Vukovarsko-srijemske županije
Grb Vukovarsko-srijemske županije je u osnovi povijesni grb kojeg je 1748. godine županiji Srijemskoj dodijelila carica Marija Terezija.

## Opis grba
U obliku je štita na modroj podlozi, na kojoj su tri rijeke predstavljene trima horizontalnim prugama jednake širine u srebrnoj boji: Sava, Dunav i Bosut. U središnjem dijelu na zelenoj podlozi odmara se jelen sa zlatnim kolutom oko vrata, a iza jelena lijevo raste slavonski hrast (simboli prirodnog bogatstva ovog kraja).
U starom grbu Srijemske županije umjesto hrasta je bilo drvo čempresa, a srebrne crte koje su simbolizirale rijeke su bile valovite. Osim toga, ponad grba, se nalazila zlatna kruna.

## Vanjske poveznice
- Službena stranica Vukovarsko-srijemske županije